# Rathaus Köthen

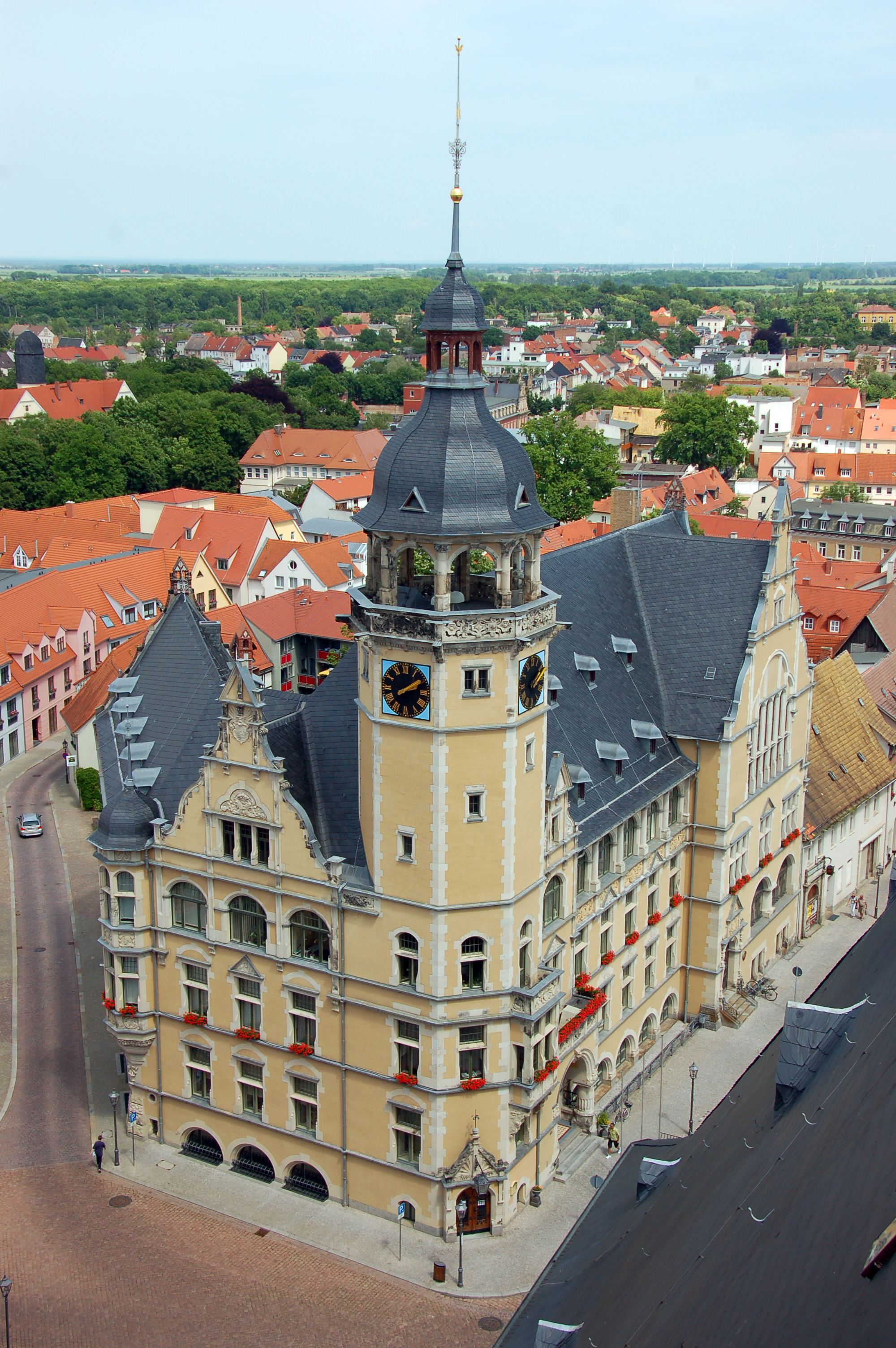
Rathaus Köthen

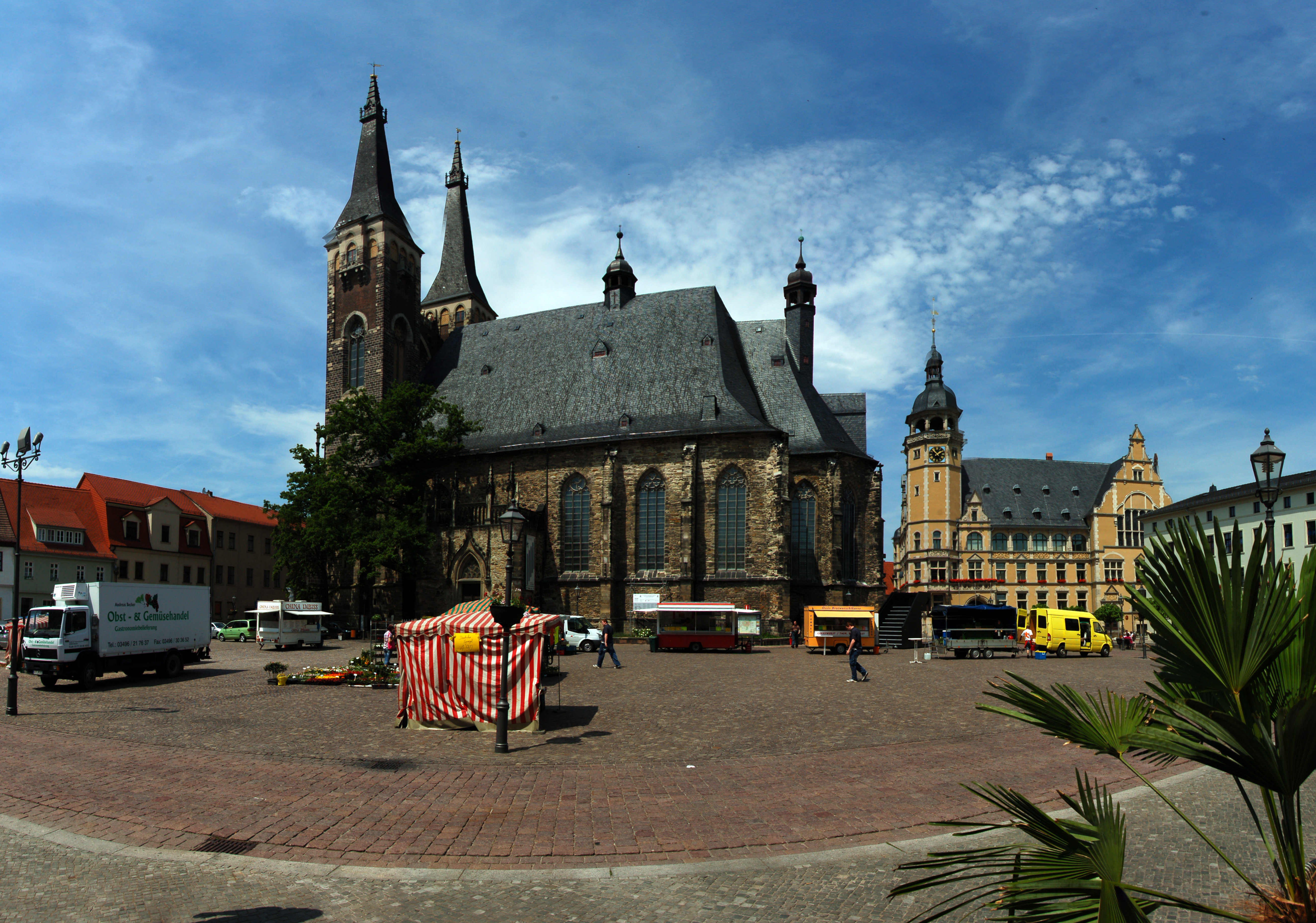
Marktensemble: Kirche & Rathaus

Das Rathaus von Köthen ist ein Baudenkmal im Landkreis Anhalt-Bitterfeld in Sachsen-Anhalt.

## Lage und Gestalt
Nordöstlich der Stadtkirche St. Jakob steht an der Nordseite des Marktes an der Ecke zur Springstraße das Rathaus von Köthen. Durch die gelungene Eckbebauung erstrecken sich seine beiden Hauptflügel aber entlang der Marktstraße und der Ritterstraße, wohingegen zur Springstraße lediglich eine Giebelfront zeigt. Durch den 48 Meter hohen Hauptturm an der Südostecke und einen Turmerker an der Nordwestecke des Gebäudes ist diese Westseite aber besonders betont worden. Das Gebäude weist zahlreiche Details auf, die von Erkern über Balkone, Schweifgiebel, die Aussichtsplattform auf dem Hauptturm und Reliefs bis hin zu arkadenförmig gestalteten Kellerfenstern reichen. Dazu kommen Dachgauben, Wasserspeier, Portale, Säulen, Uhren, Querarme oder auch der Turm-Dachreiter.
An der Nordwestecke trägt ein Engel das Stadtwappen und darüber steht der Sinnspruch:

## Geschichte
Köthen entwickelte sich Anfang des 14. Jahrhunderts zur Stadt und profitierte dabei von der zentralen Lage zwischen Magdeburg, Halle (Saale) und Leipzig, deren Handelsstraßen hier zusammentrafen. Das alte Rathaus von 1437 blieb jahrhundertelang unberührt. Anfang des 17. Jahrhunderts galt es aber bereits als baufällig. In den Jahren 1638 und 1639, also mitten im Dreißigjährigen Krieg, kam es daher zu einem Neubau. Im Jahr 1708 baute man ein Portal an. Danach kam es wohl zum schrittweisen Umbau des Gebäudes. Da der Platz nicht mehr ausreichte, kaufte man im Jahr 1876 das Nachbarhaus Marktstraße Nr. 2 hinzu. Eine Aufnahme aus dem Jahr 1898 zeigt einen achtachsigen Bau mit verschiedenen Wetterfahnen und zwei Dachgauben. Mittig führte eine Treppe in den Ratskeller hinab und um diesen Eingang herum eine doppelläufige Freitreppe in das eigentliche Rathaus. Der Eingang mit seinem Barockportal, das von Säulen flankiert und mit einer durchbrochenen Verdachung und einem Wappen bekrönt war, prägte das sonst eher schlichte Bauwerk wesentlich.
Von diesem vergrößerten Rathaus ist nichts mehr erhalten, denn man riss es – da es trotz weiterer Reparaturen im Jahr 1876 als baufällig und zu klein galt – für den Neubau ab, der in den Jahren 1896 bis 1900 entstand. Verantwortlich für diesen Neubau im Stil der Deutschen Renaissance war das Berliner Architektenbüro von Heinrich Reinhardt & Georg Süßenguth, von dem auch die Rathäuser in Dessau, Berlin-Charlottenburg oder Wuppertal-Elberfeld stammen. Um genügend Fläche für den Neubau zu haben, kaufte man bereits 1894 auch noch die Marktstraße Nr. 3 hinzu. So konnte man im Jahr 1896 mit dem Abriss des ehemals Fürstenheimschen Hauses beginnen und dort den heutigen Trakt Sitzungssaal im Osten des Areals erbauen. Im Jahr 1898 wurden Ratskeller und Rathaus abgebrochen. Danach erfolgte auch der Neubau des Westteils sowie der Anbau des Nordflügels. Am 29. Oktober 1900 konnte das Rathaus eingeweiht werden. Erhebliche Gelder zum Neubau steuerte der jüdische Bürger Felix Friedheim bei, der anlässlich seines Geschäftsjubiläums größere Schenkungen machte und auch aufgrund anderer wohltätiger Stiftungen seit 1895 Ehrenbürger war. Im Jahr 2011 wurde ein Fahrstuhl für die behindertengerechte Nutzung ergänzt.

## Nutzung
Das Rathaus steht unter Denkmalschutz und ist im Denkmalverzeichnis mit der Nummer 094 17537 erfasst. Im Gebäude befand sich neben der Stadtverwaltung wie so häufig auch der Ratskeller, von dem Reste von 1457 erhalten sind. Im Vorgängerbau waren zudem Stadtgericht und Polizeiamt untergebracht. Zeitweise beherbergte es zudem die Sparkasse.